# Тасшолак
Тасшолак (каз. Тасшолақ) — село в Рыскуловском районе Жамбылской области Казахстана. Входит в состав Каракыстакского сельского округа. Код КАТО — 315035700.

## Население
В 1999 году население села составляло 612 человек (351 мужчина и 261 женщина). По данным переписи 2009 года, в селе проживало 577 человек (315 мужчин и 262 женщины).